# ایشتاب

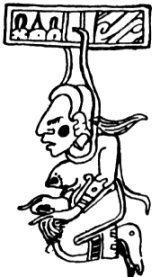
نماد ایشتاب

در زمان فتح یوکاتان توسط اسپانیا، که از ۱۵۲۷ تا ۱۵۴۶ به طول انجامید، ایش تاب یا ایشتاب (به انگلیسی: Ixtab [iʃtaɓ]) ('زن طنابی' یا 'زن آویزان')، الهه خودکشی بومی مایاها بود. او با ایفای نقش یک راهنمای روان، خودکش‌ها را به بهشت می‌رساند. هیچ نگاره مشخصی از الهه ایشتاب به‌دست نیامده است.

## توصیف
تنها توصیف الهه خودکشی مایاها در به اصطلاح Relación نوشته یک تفتیش‌کننده عقاید اسپانیایی در قرن شانزدهم به نام دیگو دی لاندا صورت پذیرفته‌است:

آنها همچنین گفتند و به‌طور کامل اطمینان داشتند که کسانی که خود را آویزان کرده‌اند به این بهشت خود رفتند؛ و از همین رو، افراد بسیاری بودند که در موارد اندکی غم و اندوه، دردسر یا بیماری، خود را به دار آویختند تا از این مشکل‌ها فرار کنند و بروند و در بهشت خود استراحت کنند [ گلوریا]، جایی که می‌گفتند الهه طنابِ دار 'la diosa de la horca'، که آنها آن را «ایش تاب» می‌نامیدند، آنها را می‌برد.